# Pszonak obłączysty
Pszonak obłączysty (Erysimum repandum L.) – gatunek rośliny należący do rodziny kapustowatych. Zwarty obszar naturalnego zasięgu obejmuje środkową i południową Europę i dużą część Azji (Azja Zachodnia, Kaukaz, Indie, Pakistan). Został też zawleczony do innych rejonów świata. W Polsce jest efemerofitem, występuje bardzo rzadko, głównie na południu.

## Morfologia
PokrójWysokość 15–30 cm
LiścieDolne pierzastodzielne wygięte, zatokowo-ząbkowe, liście górne węższe od dolnych.
KwiatyOchrowożółte, od dołu słabo owłosione. Płatki korony dwa razy dłuższe od działek kielicha. Pylniki o długości 0,8–1,2 mm.
OwoceŁuszczyna długa na 4–10 cm, odstająca poziomo lub prawie poziomo na szypułce tej samej grubości i co najmniej pięciokrotnie od łuszczyny krótszej.

## Biologia i ekologia
Roślina jednoroczna. Kwitnie od kwietnia do lipca. Siedliska ruderalne; wysypiska, przydroża, nieużytki, nasypy kolejowe. Czasami na polach uprawnych jako chwast.